# HMS Repulse (1916)
Pour les autres navires du même nom, voir HMS Repulse.
Le HMS Repulse est un croiseur de bataille de classe Renown qui servit dans la Royal Navy de 1916 au 10 décembre 1941, Portant des canons du plus fort calibre existant à cette époque et capables d'une vitesse supérieure à celle de ses congénères, les navires de cette classe sont néanmoins handicapés par un blindage dont la bataille du Jutland a montré l'insuffisance. Il constitue de 1920 à 1940, avec les HMS Renown et HMS Hood, l'escadre de croiseurs de bataille de la Royal Navy. Il a subi plusieurs refontes pendant l'entre-deux-guerres, mais ne bénéficie pas d'une véritable reconstruction, comme celle de son sistership, en 1936-1939. Il a servi dans l'Atlantique, entre 1939 et 1941, et a été coulé par des avions japonais, au large de la Malaisie, en mer de Chine méridionale, trois jours après l'attaque de Pearl Harbor.

## Arrière-plan et caractéristiques

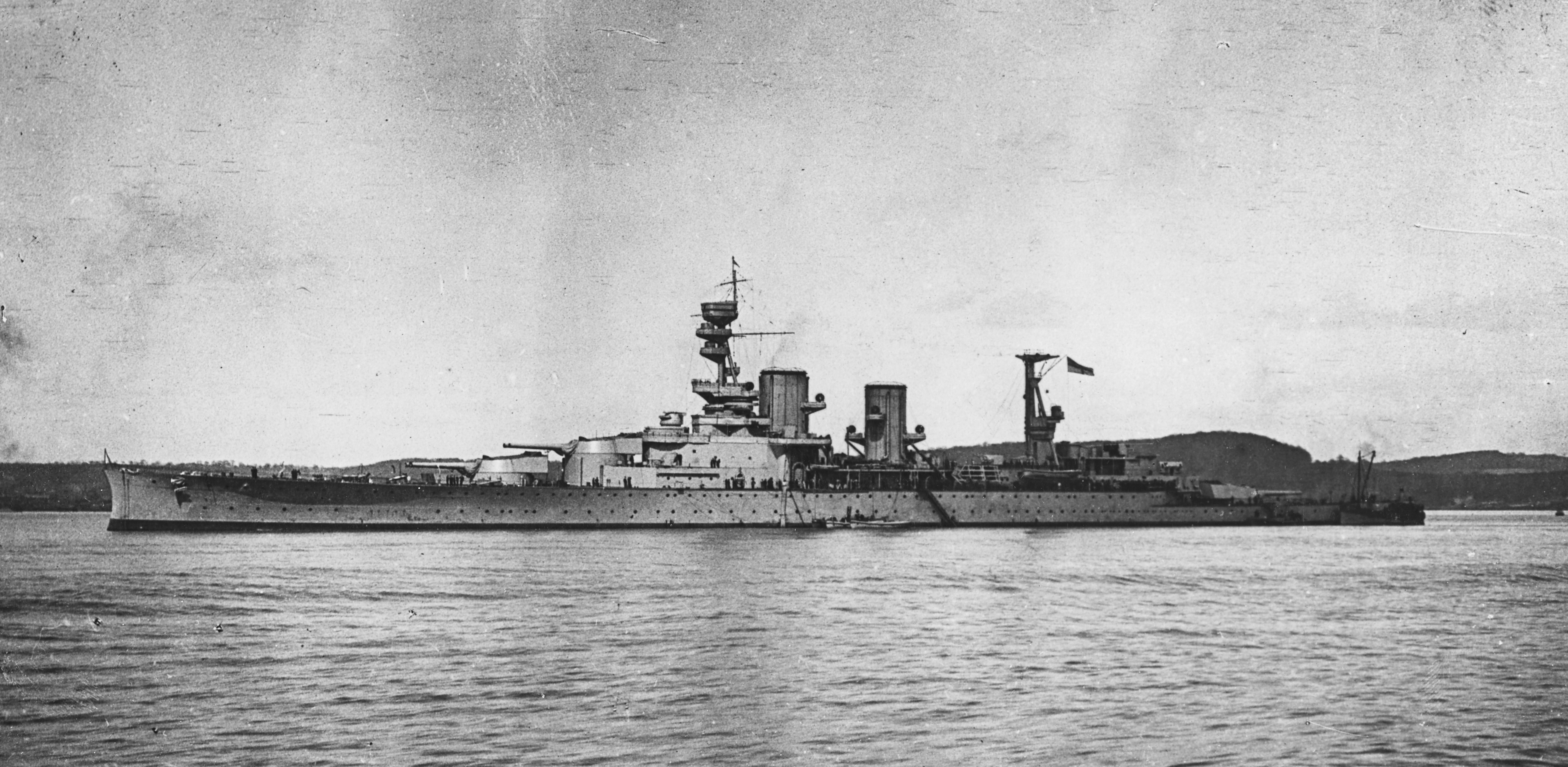
Le HMS Repulse, vers 1916 - 17.

Les pertes de la bataille du Jutland furent compensées, au sein de la Flotte de Croiseurs de Bataille britannique, par la mise en service de deux nouveaux bâtiments, le HMS Renown  en septembre 1916, et HMS Repulse en janvier 1917. Quand la guerre avait éclaté, la construction de quatre cuirassés qui faisaient partie du programme 1914, avait été arrêtée, dans la perspective d'une guerre courte, la priorité étant donnée aux unités dont la construction est censée être achevée avant la fin de la guerre. Revenu au poste de Premier Lord de la Mer (First Sea Lord), l'amiral Fisher proposa, après la bataille des Falklands, et obtint dans les derniers jours de 1914, de reprendre la construction de deux unités, sous forme non plus de cuirassé, mais de croiseur de bataille, ce qui, dans son idée, signifiait combiner un armement de cuirassé avec une vitesse et une protection de croiseur.
En décembre 1914, il fut finalement décidé de reprendre deux marchés qui avaient été suspendus, pour la construction des cuirassés Renown et Resistance de la classe Revenge, passés auprès des chantiers John Brown et Palmers. Cela permettait d'utiliser des matériels déjà rassemblés pour la construction d'unités qui avaient été prévues au programme de 1914. La mise sur cale du nouveau Repulse eut lieu, aux chantiers John Brown, en janvier 1915, avant que les plans définitifs ne fussent achevés en mars 1915. L'objectif de Lord Fisher d'un achèvement en quinze mois, avant la mise en service de la classe Revenge, conduisit à limiter le nombre des tourelles à trois par navire, en fonction du nombre des canons disponibles. Si le délai de construction ne fut pas respecté, puisque les HMS Renown  et HMS Repulse ne purent participer à la bataille du Jutland, où furent présents les HMS Revenge et Royal Oak, la construction de tels navires en vingt mois fut déjà une prouesse.
Les deux croiseurs de bataille de la classe Renown avaient un déplacement « normal » de 27 600 tonnes et 37 400 tonnes à pleine charge, soit 2 000 tonnes de moins que le HMS Tiger, mais ils étaient dotés de canons de 381 mm au lieu de 343 mm. Leurs machines du même type que celles du HMS Tiger, mais un tiers plus puissantes, développaient 120 000 ch (84 000 kW), ce qui leur permettait de filer 3 nœuds de plus, soit 32 nœuds. La contrepartie était un blindage intermédiaire entre celui de la classe Indefatigable et celui de la classe Lion, soit 152 mm en ceinture, et 229 mm sur les tourelles. Comme ces caractéristiques étaient, en matière de blindage, celles de navires perdus au Jutland, on entreprit immédiatement d'en renforcer la protection, dès la fin 1916 et le début de 1917. Ils y gagnèrent le surnom de "HMS Refit" et "HMS Repair".

### Caractéristiques générales
Le HMS Repulse avait une longueur hors tout de 242 m, une largeur au maître-bau de 27,5 m, et un tirant d'eau de 8,2 m à l'arrière. Cette longueur était due à la nécessité de loger un plus grand nombre de chaudières, ce qui aboutissait à un rapport longueur/largeur de l'ordre de 8, favorable à une très grande vitesse, et le faible tirant d'eau résultait de l'idée de Lord Fisher de pouvoir disposer de navires susceptibles d'opérer en mer Baltique.

### Armement

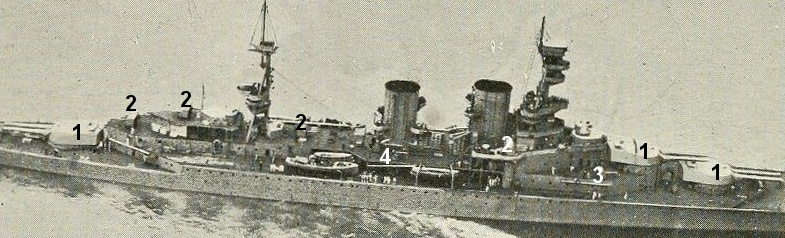
Vue aérienne du HMS Repulse en 1918
1: tourelles double de 15 pouces
2: triples canons de 4 pouces
3: canon tribord de 4 pouces
4: canon AA tribord de 3 pouces

L'artillerie principale du HMS  Repulse consistait en six pièces de 381 mm en trois tourelles identiques, deux superposées à l'avant et une à l'arrière. Les canons avaient une hausse maximale de 20°. Les canons pouvaient être chargés à l'angle maximal de 20°, bien que le chargement à des angles trop élevés eût tendance à ralentir le retour du canon en position de tir. Ils tiraient des projectiles de 866 kg à une vitesse initiale de 785 m/s, pour une portée maximale de 21 702 m . Cependant ce nombre inhabituel de trois tourelles, qui résultait des contraintes imposées sur le plan des délais de construction, constituait pour certains officiers canonniers de la Royal Navy un handicap pour un réglage rapide du tir.
L'artillerie secondaire était constituée de dix-sept canons de 102 mm (en) en cinq affûts triples et deux affûts simples, en pseudo-tourelles ouvertes. Ils étaient actionnés manuellement et assez pénibles d'utilisation, nécessitant un équipage de trente-deux hommes pour charger et former les affûts triples, ce qui entrainait une cadence de tir de 10 à 12 coups par minute seulement. Ils avaient une hausse maximale de 30°. Ils tiraient des obus explosifs de 14 kg avec une vitesse initiale de 800 m/s. La portée maximale était de 12 350 m environ.
La Défense Contre Avions mettait en œuvre deux pièces anti-aériennes de 76 mm. Le canon avait une hausse maximale de 90 °. Il tirait des obus de 5,7 kg à une vitesse initiale de 760 m/s à une cadence de 12 à 14 coups par minute. Ils avaient une portée maximale de 7 200 m.
Deux tubes lance-torpilles immergés de 21 pouces(533 mm) étaient installés en avant des tourelles d'artillerie principale, avec un approvisionnement de 10 torpilles.

### Protection

#### Blindage
Le blindage du HMS Repulse était semblable à celui de la classe Indefatigable. Le blindage au niveau de la ceinture de la ligne de flottaison mesurait 152 mm d'épaisseur au milieu du navire. Il courait du niveau de la tourelle avant à celui de la tourelle arrière, sur une longueur de 140,8 m et une hauteur de 2,7 m. Pour une grande partie de la longueur de la ceinture principale, il y avait une ceinture supérieure en acier à haute résistance de 38 mm d'épaisseur, conçue comme protection contre les éclats.
Le blindage des tourelles était de 229 mm d'épaisseur sur le devant et les côtés, 178 mm d'épaisseur sur l'arrière et 108 mm d'épaisseur sur leurs toits. Les barbettes étaient protégées par 178 mm de blindage au-dessus du pont supérieur, et de 102 à 127 mm sous le pont. Le blindage du blockhaus était de 254 mm d'épaisseur sur les côtés et de 76 mm sur le toit.
Le blindage des ponts, en acier à haute résistance, variait de 19 à 38 mm d'épaisseur. Après la bataille du Jutland en 1916, alors que les navires n'étaient pas encore terminés, un blindage de 25 mm d'acier à haute résistance fut ajouté sur le pont principal au-dessus des soutes à munitions. Malgré ces ajouts, les navires furent encore jugés trop vulnérables sous le feu et chaque navire fut réaménagé à Rosyth en 1916-17 avec un blindage horizontal supplémentaire, pesant environ 512 tonnes, ajouté aux ponts au-dessus des soutes à munitions et des mécanismes de direction.

#### Protection sous-marine
Le HMS Repulse était équipé d'un large bulge anti-torpille intégré à la coque. Il s’agissait d'un compartiment latéral situé au niveau de la ligne de flottaison et isolé du reste du navire. Il était composé d'une partie remplie d'air et d'une partie inondée. En théorie, une torpille qui explose va rompre et inonder la partie remplie d'air, tandis que la partie remplie d'eau dissipe le choc et absorbe les fragments, laissant la coque du navire structurellement intacte. Cependant, des essais démontrèrent par la suite qu'il n'était pas suffisamment profond et qu'il ne disposait pas d'assez de couches compartiments vides/compartiments pleins pour absorber la force de l'explosion.
La coque était dotée de doubles parois intégrales

### Propulsion
Les plans originaux prévoyaient d'utiliser des machines légères produisant un total de 120 000 ch, mais cela aurait eu pour effet de retarder les dates d'achèvement des navires. En conséquence, il fut décidé de copier la machinerie du HMS Tiger complétée par trois chaudières supplémentaires afin de fournir la puissance requise pour une vitesse supérieure.
Quarante-deux chaudières à tubes d'eau Babcock & Wilcox placées dans six chaufferies, avec une pression de service de 16,5 kg/cm2 (1 620 kPa) alimentaient deux turbines à vapeur Brown-Curtis à entraînement direct, logées dans des compartiments machines distincts, qui entrainaient quatre hélices à trois pales et d'un diamètre de 4,11 m. L'ensemble était conçu pour produire 120 000 ch (84 000 kW). Les bâtiments de la classe Renown ont été les plus rapides de leur époque jusqu'à l'arrivée du HMS Hood en 1920.
On observera cependant que le Directeur de la Construction Navale de 1912 à 1924, Sir Eustace Tennyson d'Eyncourt, qui avait été le concepteur du HMS Tiger avait déjà déploré que ce croiseur de bataille ne pût pas être doté de chaudières à petits tubes. Dans ces conditions, avec un poids de machines de 5 780 tonnes, le rapport poids/puissance de 48,16 kg/ch était un peu meilleur que celui du HMS Tiger, 54,8 kg/ch, mais nettement moins bon que celui du SMS Hindenburg, 39,6 kg/ch, mis en service à la même époque, avec des machines pesant 2 916 tonnes, pour une puissance de 90 000 à 95 000 ch.
Les navires de la classe Renown étaient prévus pour transporter normalement 1 000 tonnes de mazout, mais avaient une capacité maximale de 4 358 tonnes. À pleine capacité, ils possédaient un rayon d'action de 4 000 nautiques à 18 nœuds
Ils possédaient de très bonnes qualités nautiques. Lors de leur construction les coques et leurs superstructures durent cependant être renforcées pour améliorer leur résistance par mauvais temps.

## Première Guerre mondiale et entre-deux-guerres

### La seconde bataille d'Heligoland
Le HMS Repulse et son sister-ship, le HMS Renown ont rallié, en 1917, la Flotte des Croiseurs de Bataille, où l'amiral Packenham (en) avait remplacé l'amiral Beatty. Mais seul le HMS Repulse a connu le feu, pendant la Première Guerre mondiale, au cours du combat indécis de la seconde bataille de Heligoland. En riposte à une attaque de croiseurs allemands contre un convoi entre Bergen et Lerwick, en octobre, l'amiral Beatty lança, le 17 novembre, un raid de la 1re Escadre de Croiseurs du vice amiral Napier, avec le soutien de la 1re Escadre de Croiseurs de Bataille, contre les dragueurs de mines allemands qui opéraient en Baie de Heligoland contre les champs de mines mouillés par la Royal Navy. Compte tenu de son faible tirant d'eau, le HMS Repulse fut détaché en soutien des croiseurs. Quand ceux-ci furent aux prises avec le Second Groupe d'Éclairage du contre amiral von Reuter, qui couvraient les dragueurs, le HMS Repulse intervint et mit un obus de 381 mm sur le croiseur SMS Königsberg, sans grande conséquence, et surtout sans que cela aboutisse à un affrontement entre les cuirassés, en soutien de part et d'autre, l'amiral britannique ne voulant pas s'aventurer dans les champs de mines allemands et les Allemands ne voulant pas en quitter la protection. Un mois plus tard, le HMS Repulse fut endommagé lors d'une collision avec le HMAS Australia.

### Transports de princes et chasseurs de corsaires
Pendant l'entre-deux-guerres, les deux navires, qui font de fréquents séjours dans des chantiers navals pour leurs refontes, sont le plus souvent affectés à la Flotte de l'Atlantique, ou à la Home Fleet, dont ils constituent, avec le HMS Hood, l'Escadre de Croiseurs de Bataille. Ils participent à de nombreuses croisières de représentation, ainsi en 1923-1924, le HMS Repulse effectue avec le HMS Hood un tour du monde, puis emmène le Prince de Galles en Afrique du Sud. En 1936, le HMS Repulse est affecté à la Flotte de la Méditerranée, au début de la guerre d'Espagne, et intervient devant Haïfa (en), en 1938. En 1939, il escorte le paquebot qui emmène le couple royal pour une visite officielle au Canada.
Lorsque la Reichsmarine construisit les « cuirassés de poche » de la classe Deutschland, plus puissamment armés que les croiseurs autorisés par les stipulations du traité de Washington, et plus rapides que les cuirassés mis en service depuis 1922, les HMS Hood, Renown, et Repulse étaient, dans les eaux européennes, les seuls navires de ligne capables de leur donner la chasse, après la mise à la ferraille du HMS Tiger en 1932, et avant la mise en service du Dunkerque le 1er mai 1937 puis de la classe King George V dont la construction est lancée en 1937.

### Refontes
Sur le HMS Repulse, dès 1919-1920, l'épaisseur du blindage de ceinture fut porté à 229 mm, et on ajouta une ceinture supérieure de 152 mm. Les affûts simples de 102 mm, à l'avant, furent remplacés par deux affûts simples anti-aériens de 76 mm, et les deux tubes lance-torpilles de 533 mm sous la ligne de flottaison, remplacés par quatre plateformes doubles de tubes lance-torpilles de 457 mm installés au milieu du navire et à l'arrière sur le pont supérieur.

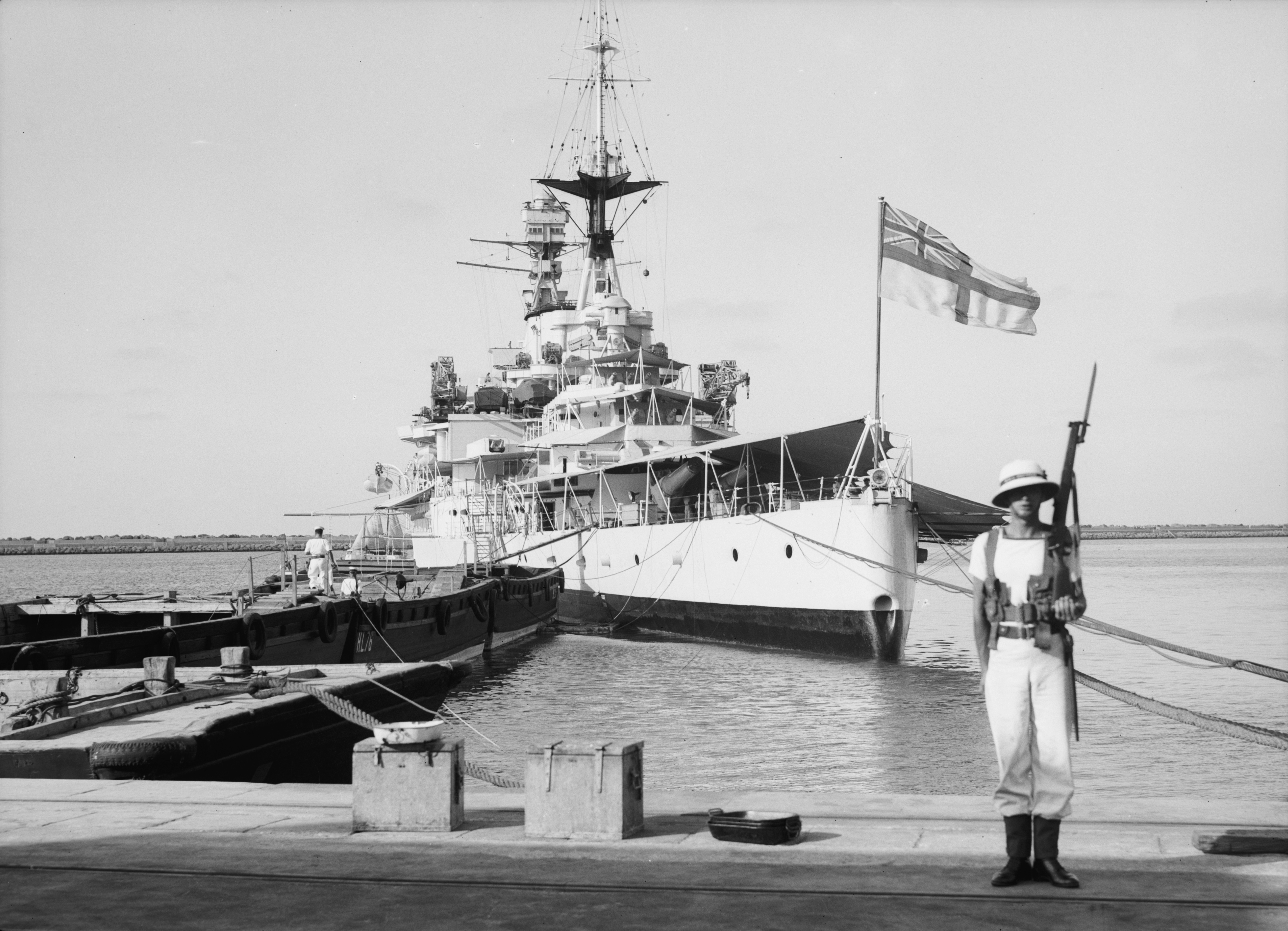
Le Repulse vu de l'arrière, juillet 1938, Haifa.

Au cours d'une nouvelle refonte en 1934-1936, aux chantiers de la Royal Navy de Portsmouth, le HMS Repulse reçut des installations d'aviation entre les cheminées et le mât tripode arrière, soit une catapulte en travers de la coque, et un grand hangar d'aviation (pour trois avions, un quatrième pouvant être parqué sur la catapulte). Cela fit disparaitre l'affut triple de 102 mm axial au milieu du bâtiment, et les canons anti-aériens de 76 mm, et on enleva les plateformes de décollage sur les tourelles "B" et "Y". Pour la défense contre-avions, furent installés, dans les superstructures, autour des cheminées et sur le toit du hangar d'aviation, six affûts (deux doubles et quatre simples) de 102 mm, deux affûts octuples de 40 mm, et deux affûts quadri-tubes de mitrailleuse Vickers de 12,7 mm, avec des postes de directions de tir sur le mât avant et à l'arrière de la superstructure. Le déplacement s'en trouva accru de 2 700 tonnes, le tirant d'eau de 75 cm, et la vitesse réduite à 28½ nœuds. D'octobre 1938 à mars 1939, une autre refonte fit débarquer les deux affuts doubles prototypes QF Mark XV de 102 mm, remplacés par deux affuts simples mark V de 102 mm, et deux affuts quadruples de mitrailleuse Vickers de 12,7 mm supplémentaires furent ajoutés.
Le Traité naval de Londres de 1930 ayant reporté au 31 décembre 1936 la date de fin du moratoire de la construction des cuirassés, imposé par le traité de Washington de 1922, de vastes programmes de reconstructions ont donc été menés pendant les années 1930. Ainsi, la Royal Navy a procédé à la refonte du HMS Renown et de trois cuirassés de la classe Queen Elizabeth, en améliorant leur protection et en modernisant leurs machines, mais sans accroître leur vitesse. Les deux autres cuirassés de la classe Queen Elizabeth, les cuirassés de la classe Revenge et les deux autres croiseurs de bataille, les HMS Hood et Repulse n'en auront pas bénéficié.

## Seconde Guerre mondiale

### Chasse des navires allemands
Au début de la Seconde Guerre mondiale, le HMS Repulse a participé pendant l'hiver 1939-1940 à l'escorte de convois de troupes dans l'Atlantique.
Après que deux cuirassés allemands ont coulé, le 8 juin, le porte-avions HMS Glorious et son escorte (Opération Juno), le Gneisenau a été torpillé par le sous-marin britannique, HMS Clyde, et dut se réfugier à Trondheim. Le HMS Repulse participa à l'opération de la Home Fleet qui a essayé, en vain, de l'intercepter lors de son retour en Allemagne, à la fin juillet, ainsi qu'à la recherche également vaine des croiseurs de bataille Scharnhorst et Gneisenau en janvier 1941, lors de leur passage dans l'Atlantique au début de l'opération Berlin.
Lorsque, le 21 mai 1941, l'amiral Tovey, Commandant-en-Chef de la Home Fleet eut acquis la conviction que le cuirassé allemand Bismarck était passé de Baltique en Mer du Nord, et était mouillé à proximité de Bergen, il détacha, pour en empêcher le passage dans l'Atlantique, le HMS Hood, qui portait la marque du vice amiral Lancelot Holland, commandant de l'Escadre de Croiseurs de Bataille, avec le cuirassé HMS Prince of Wales. Le lendemain lorsqu'il sut que le Bismarck avait repris la mer, il appareilla de Scapa Flow, sur le HMS King George V, accompagné du porte-avions HMS Victorious et ordonna au HMS Repulse de le rallier depuis la Clyde au lieu d'aller escorter un convoi. Après la Bataille du détroit du Danemark, une attaque des avions torpilleurs du HMS Victorious fut lancée dans la soirée du 24 mai, pour réduire la vitesse du cuirassé allemand, sans résultats concluants. Après que le Bismarck a semé ses poursuivants dans la nuit du 24 au 25, la perspective d'un nouveau combat s'éloignant, les HMS Victorious et HMS Repulse ont abandonné le Commandant-en-Chef pour aller se ravitailler, laissant à la Force H (le HMS Renown, le porte-avions HMS Ark Royal,et le croiseur HMS Sheffield) qui avait quitté Gibraltar, le 24, et faisait route, dans la tempête, cap au nord-ouest, la charge d'intercepter le Bismarck.

### Transfert vers l'Océan Indien
À l'été 1941, Le HMS Repulse fut envoyé au Cap en Afrique du Sud, puis il a été transféré à Ceylan où il est arrivé le 28 octobre. Bien que le Japon n'ait pas encore attaqué les Alliés, sa politique à l'égard de la Chine et de l'Indochine inquiétait les États-Unis et le Royaume-Uni. Le HMS Prince of Wales fut donc envoyé en renfort, dans la perspective d'une action conjointe avec les forces navales américaines pour dissuader l'empire du Japon de s'en prendre aux possessions alliées dans la région (Philippines, Malaisie, Bornéo, Indes orientales néerlandaises). Mais sur le plan tactique, une avarie du porte-avions HMS Indomitable, qui s'est échoué à la Jamaïque, ne permit pas de doter les deux bâtiments de ligne d'une couverture aérienne embarquée. Ils n'auront pu compter que sur l'aviation basée à terre, avec laquelle la coordination est loin d'être au point, c'est-à-dire qu'elle s'est révélée inexistante.
Ils arrivèrent à Singapour le 2 décembre 1941.

### Entrée en guerre du Japon

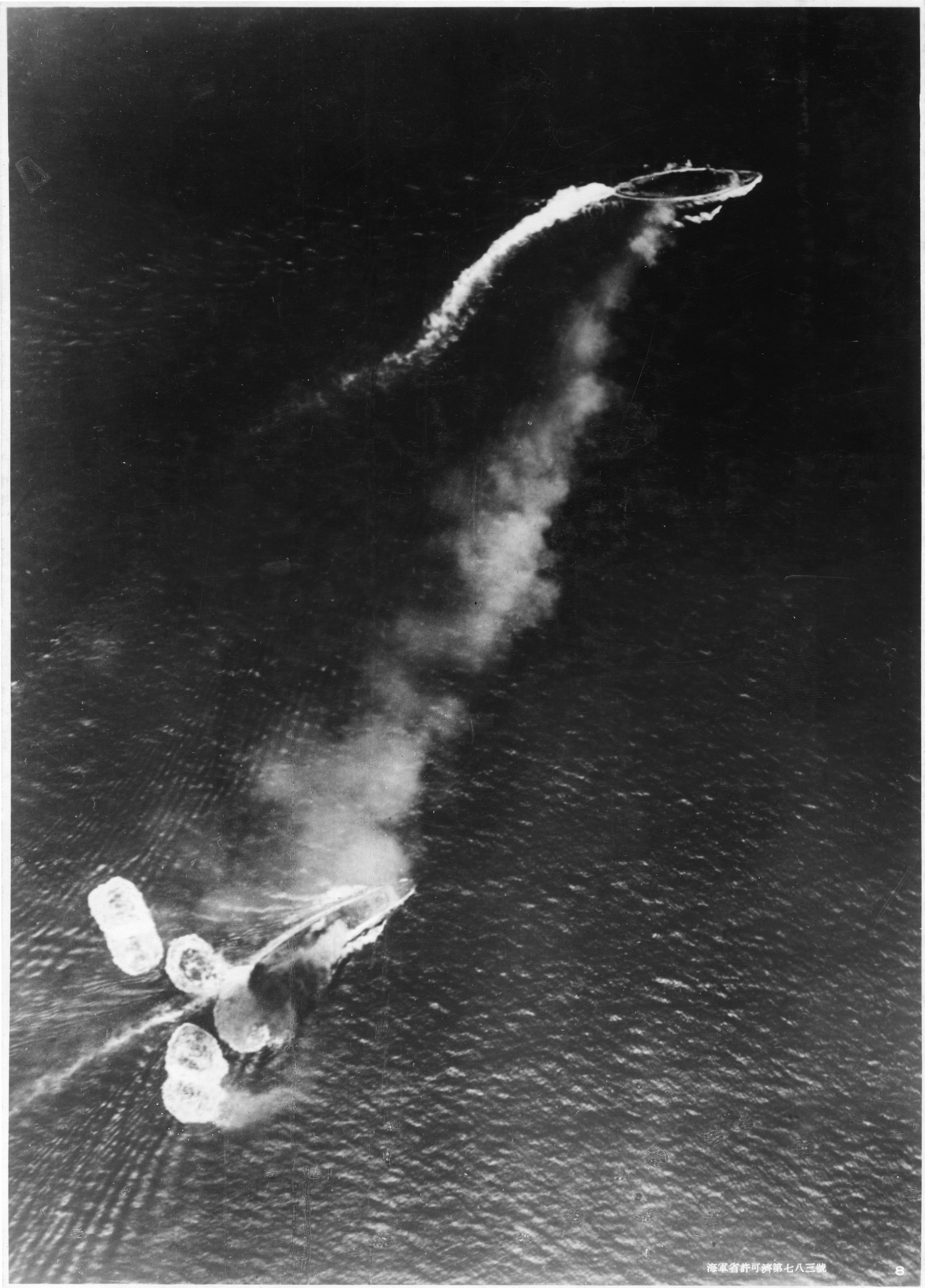
Le Repulse (en bas) et le (en haut) attaqués par les avions japonais le 10 décembre 1941.

Le 7 décembre 1941, l'empire du Japon attaque les États-Unis à Pearl Harbor. Désormais sans espoir d'une action coordonnée avec les Américains, alors que les forces japonaises ont déjà commencé à débarquer en Thaïlande, avec l'intention d'envahir la Malaisie, l'escadre britannique appareille et s'aventure en mer de Chine méridionale. Mais sans capacité sérieuse de reconnaissance aérienne, elle fait assez vite demi-tour. Sur le chemin du retour, elle tente une reconnaissance vers la côte malaise, sur la foi d'un renseignement erroné annonçant un débarquement dans la région de Kuantan. Le 10 décembre au large des îles Anambas, les deux navires britanniques sont repérés par l'aviation japonaise et par des sous-marins. Ils sont attaqués par 88 avions (dont 61 bombardiers et torpilleurs) appartenant à la 11e Flotte Aérienne (c'est-à-dire l'aéronautique navale japonaise basée à terre), déployée pour couvrir les débarquements en Thaïlande, et qui ont décollé des terrains d'aviation de Tan Son Nhut (en) proches de Saïgon, occupés depuis 1940 par les Japonais.
Les deux navires, ne disposant d'aucune couverture de chasseurs, ne purent à peu près rien faire contre les avions japonais. Le HMS Repulse, touché par une bombe et cinq torpilles, chavira rapidement et coula à 12 h 35 avec une partie de son équipage (508 disparus). Le HMS Prince of Wales  fut envoyé par le fond une heure seulement plus tard avec plus de 300 disparus, parmi lesquels l'amiral Phillips et le capitaine de vaisseau Leach, commandant du cuirassé . Les destroyers HMS Electra et HMAS Vampire repêchèrent les survivants, parmi lesquels le capitaine de vaisseau William Tennant, commandant du HMS Repulse depuis fin juin 1940. Trois jours après l'attaque de Pearl Harbor, les Japonais ont écarté toute menace pouvant venir des cuirassés américains ou anglais. Restaient les porte-avions...

### Conséquences
La Royal Navy subit un de ses plus grands désastres de la Seconde Guerre mondiale. En coulant le Repulse, l'aviation confirme aussi le rôle essentiel qu’elle joue désormais dans la guerre navale.

## Galerie

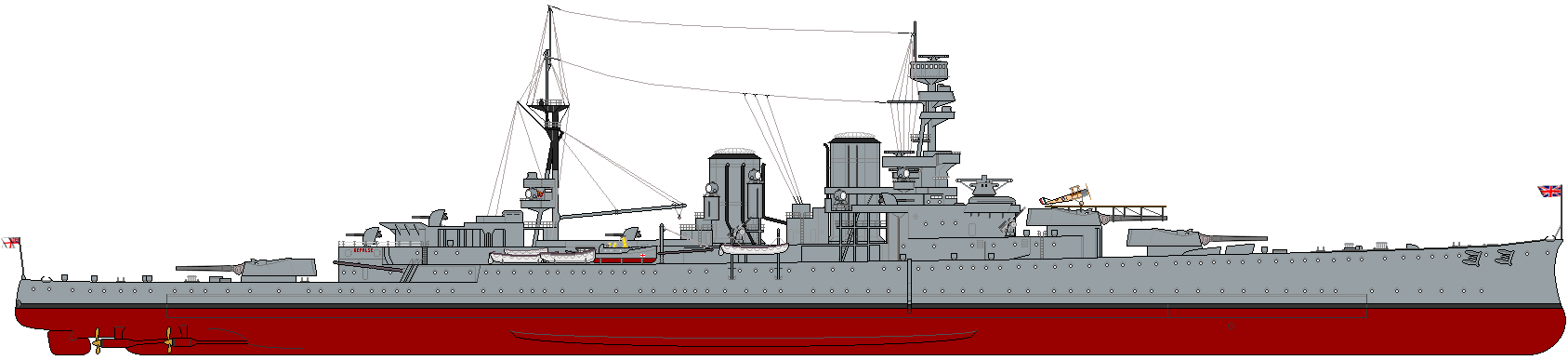
Le HMS Repulse en 1919
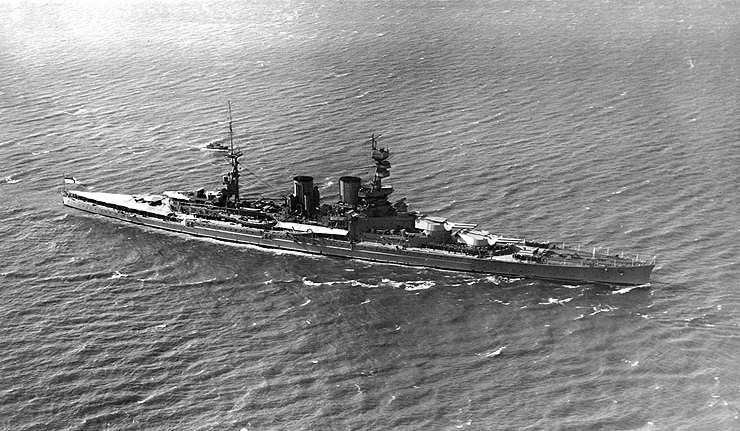
Le HMS Repulse en 1920
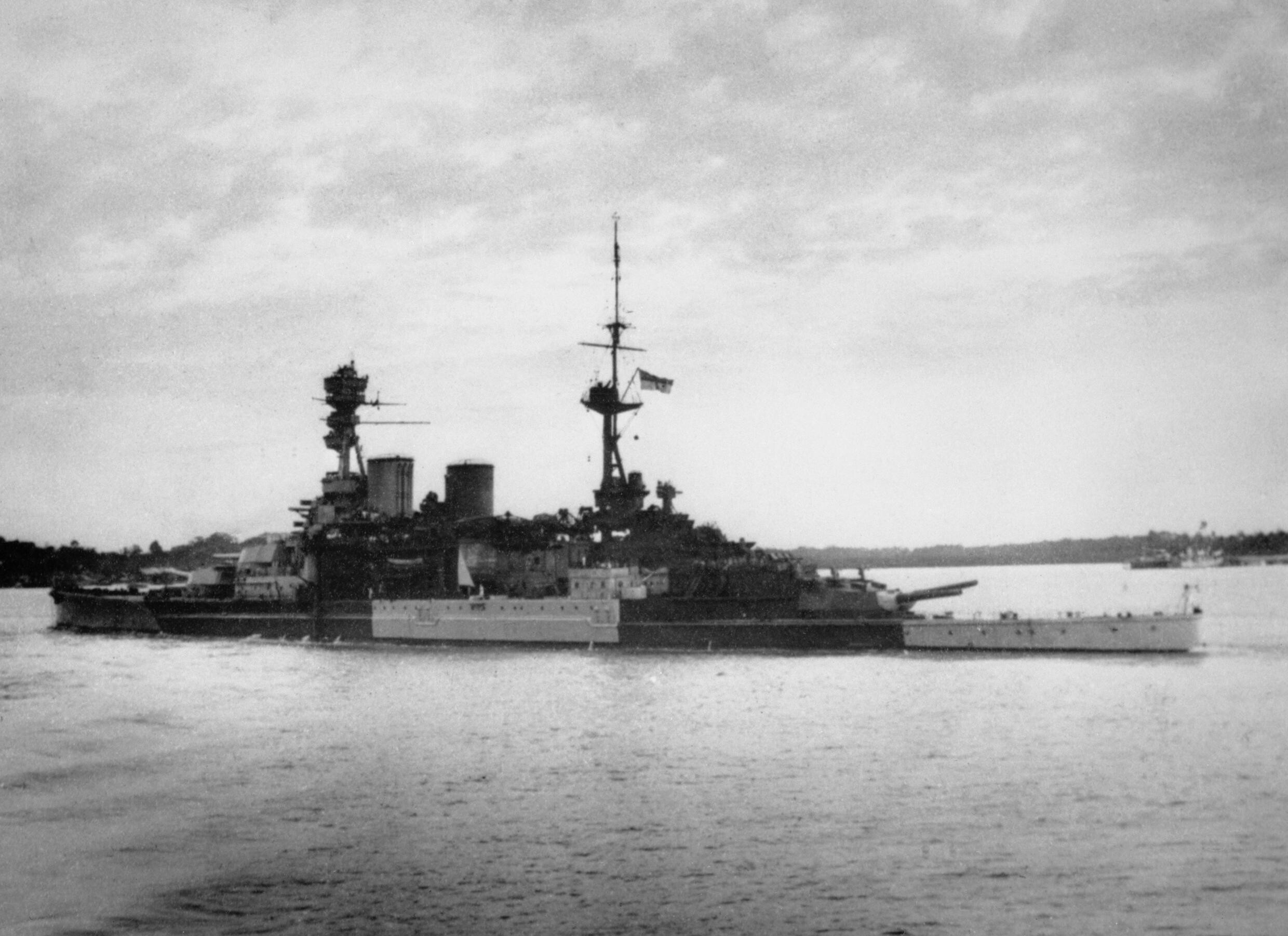
Le HMS Repulse quittant Singapour le 8 décembre 1941